# Diocèse d'Espoo
Le diocèse d'Espoo est l'un des diocèses de l'Église évangelique-luthérienne de Finlande. Son siège épiscopal se situe à la cathédrale de Espoo.
Son territoire couvre la partie ouest de l'Uusimaa.
Depuis 2019, l'évêque d'Espoo sera Kaisamari Hintikka, la deuxième femme d'être évêque en l'Église évangélique-luthérienne de Finlande.